# Laurent Vallet
Laurent Vallet (3 de novembro de 1969) é uma personalidade do mundo dos negócios, da cultura e dos media.
Presidente do Institut national de l'audiovisuel desde maio de 2015, foi reeleito para este cargo para um novo mandato a 20 de maio de 2020 pelo Conselho de Ministros. Dirigiu anteriormente o Institut pour le Financement du cinéma et des Industries Culturelles (IFCIC) durante treze anos.

## Biografía
Formado pela Sciences Po (1992, secção de Serviço Público) e pela HEC Paris (1991), Laurent Vallet é um antigo aluno da ENA (turma René Char). Deixou o seu cargo de administrador civil em 1995 e ingressou na Direção Geral de Finanças. Em 1999, foi nomeado diretor financeiro da France Télévisions. Em 2001, integrou definitivamente o gabinete do Ministro da Economia, Laurent Fabius, onde acompanhou os negócios das empresas culturais, audiovisuais e de imprensa.
No ano seguinte, foi nomeado diretor-geral do Institut pour le Financement du cinéma et des Industries Culturelles (IFCIC), onde permaneceu treze anos. Em junho de 2013, a Ministra da Cultura, Aurélie Filippetti, pediu-lhe que escrevesse um relatório sobre a relação entre os produtores e as cadeias de televisão.
Em março de 2014, quando Mathieu Gallet deixou a Rádio França, candidatou-se à presidência do Institut national de l'audiovisuel (INA). Assim, Agnès Saal é a preferida. Em abril de 2015, esta demitiu-se e Vallet foi nomeado para lhe suceder por decreto de 21 de maio do ano seguinte.

## Prêmios
- Oficial da Ordem das Artes e das Letras. Foi promovido a Oficial em 17 de janeiro de 2013 e depois a Comandante em 12 de março de 2019.[6][7]